# Gut Geissel

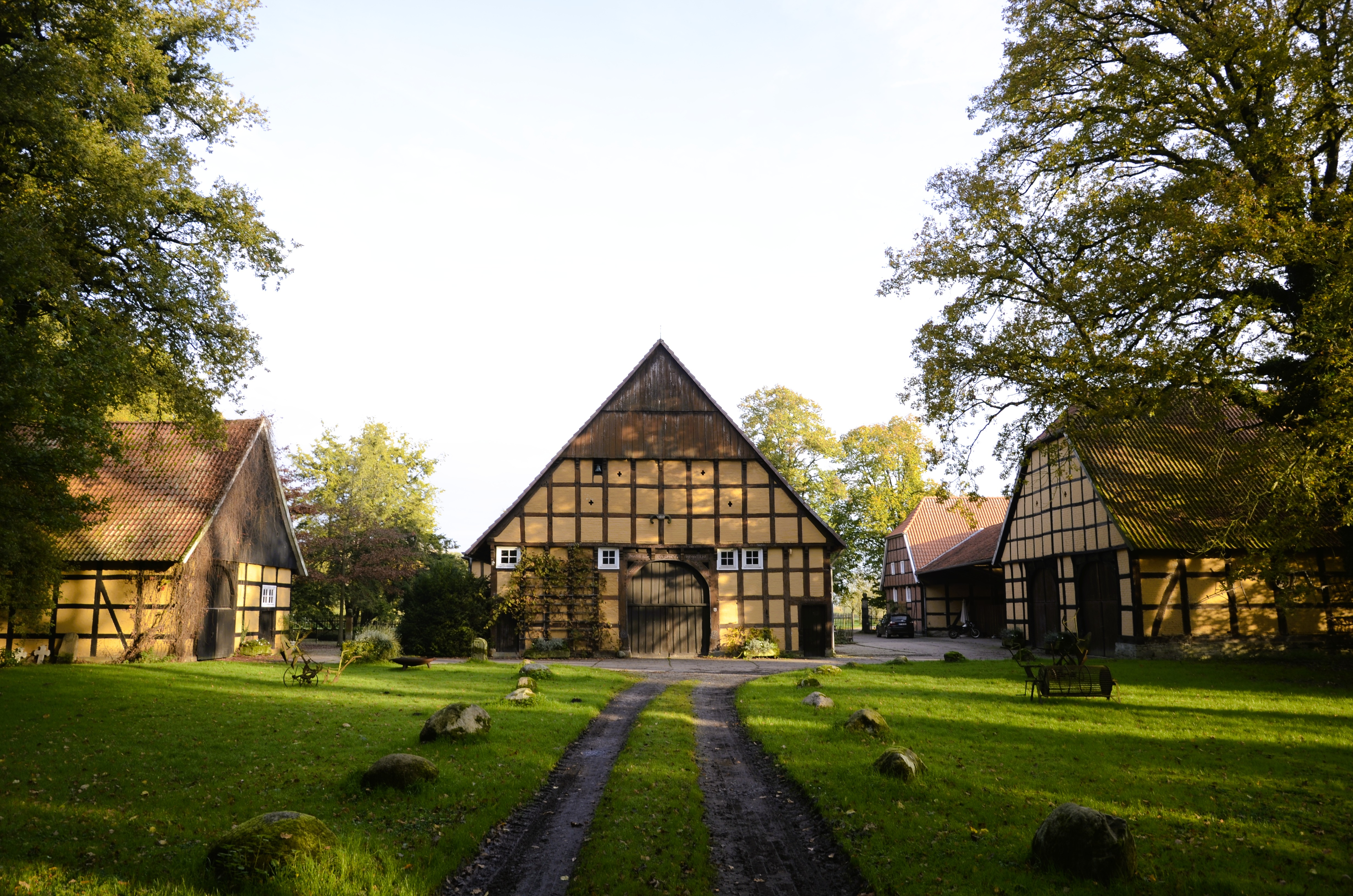
Südseite Gut Geissel

Das Gut Geissel ist ein denkmalgeschützter ehemaliger Sattelmeierhof im Osten der Gemeinde Langenberg, Kreis Gütersloh (Nordrhein-Westfalen).

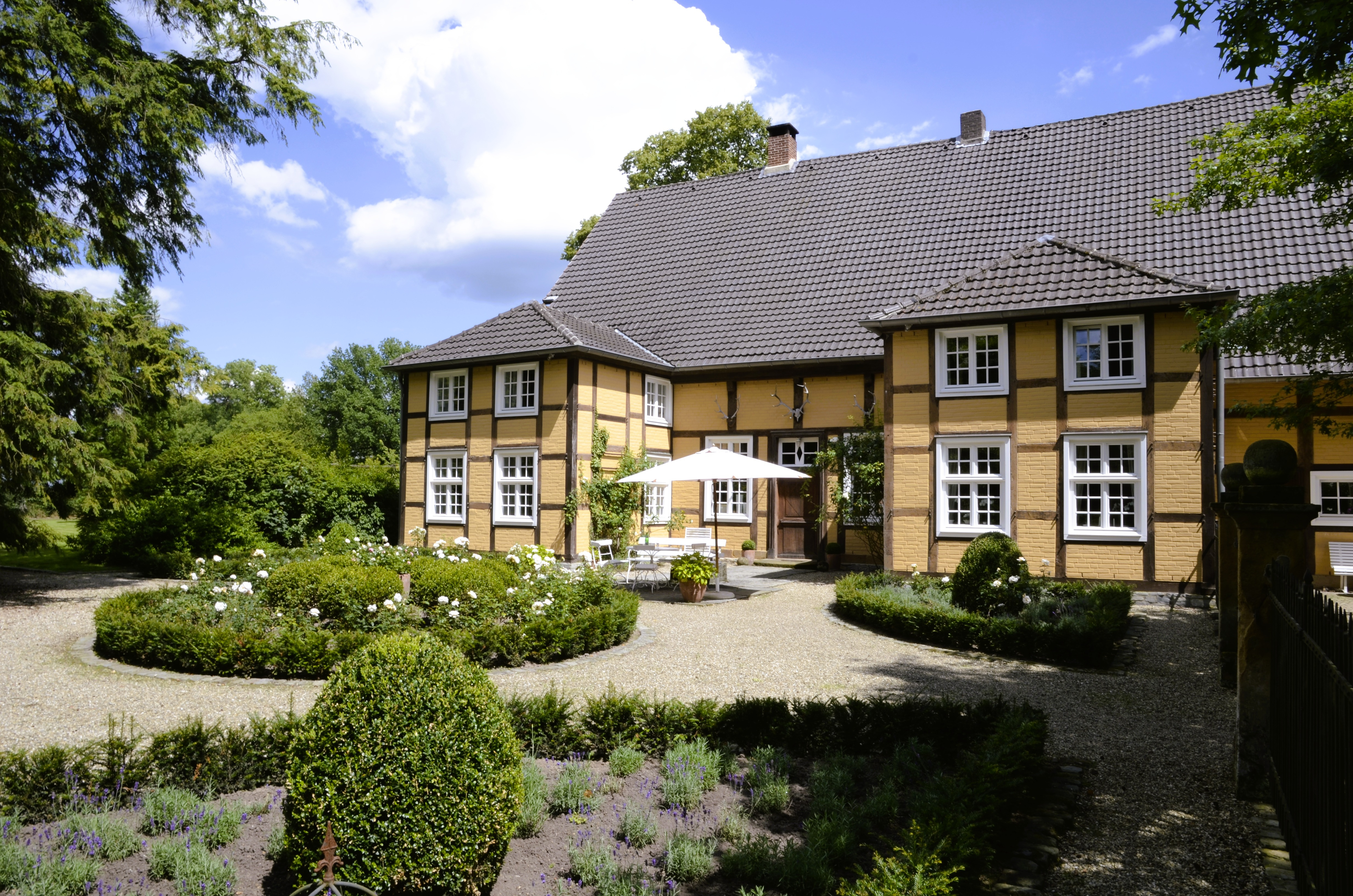
Gartenansicht

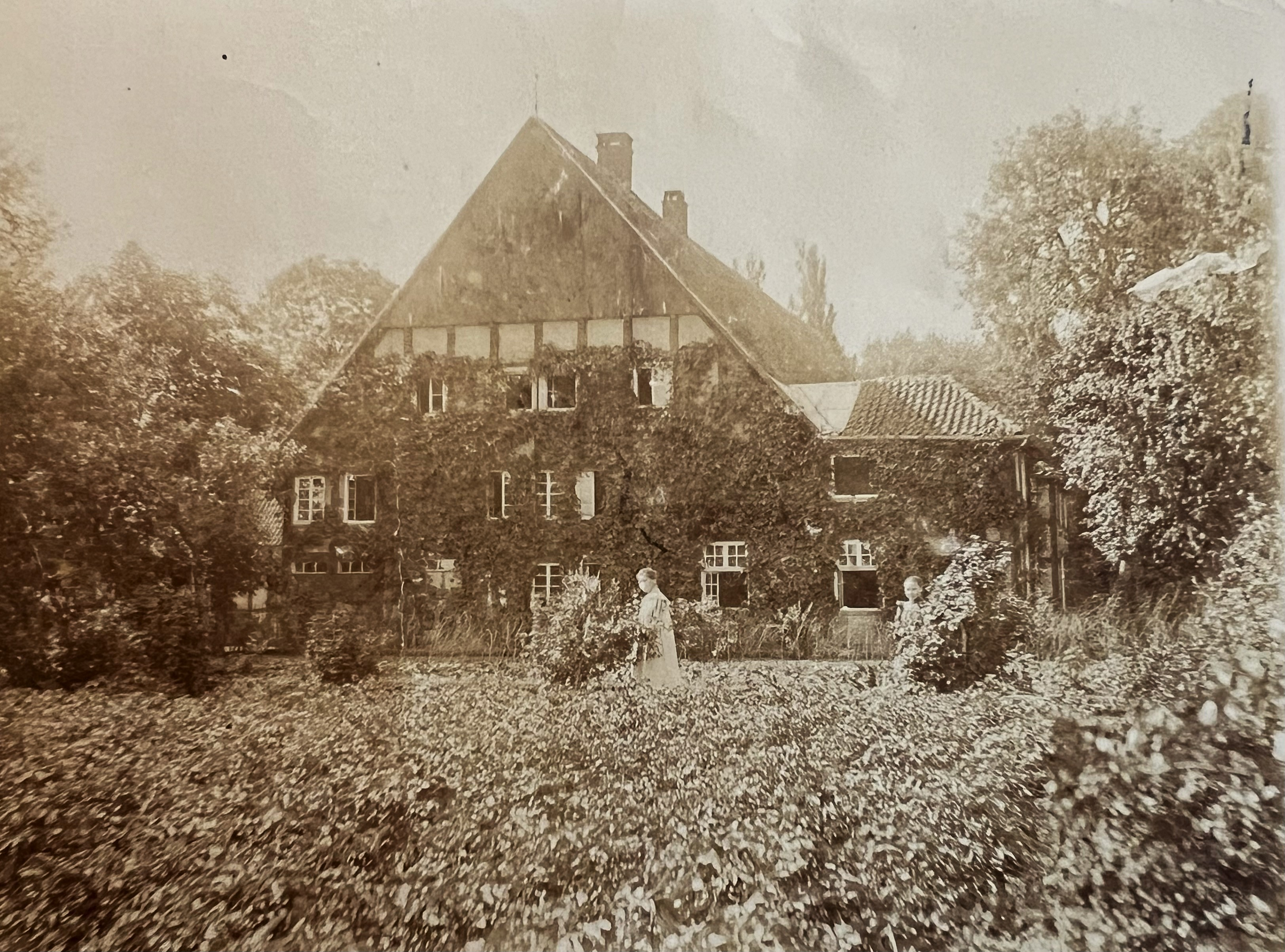
Nordseite um 1900

## Geschichte und Architektur
Das Gut wurde 1231 erstmals urkundlich erwähnt als Graf Gottfried von Arnsberg den Hof zu Gestelle dem Kloster Marienfeld durch Schenkung übertrug. Eine weitere Erwähnung findet sich 1255. Der damalige Verwalter konnte des Gut nicht mehr aus eigenen Mitteln bewirtschaften und musste gegen eine Entschädigung auf seine Rechte verzichten. Weitere Erwähnungen in den Zehntregistern der Abtei Marienfeld erfolgten erst wieder 1456 „curia in Geystel“ und 1504 „sculte to Geystelen“.
Am 21. April 1520 verkauften der Abt Heinrich und der Konvent von Marienfeld das "Gut to Geiselen mit der Leibzucht und dem Kotten to Egelhorst" an den Grafen Otto von Rietberg. Zur Bewirtschaftung setzten die Grafen von Rietberg die Vorfahren der jetzigen Besitzerfamilie ein. Wann genau das Gut in den Besitz der Familie Geissel überging, ist nicht überliefert. Jedenfalls wird 1648 erstmals ein Meier zu Geissel erwähnt und ab 1681 regelmäßig in den Rietberger Kirchenbüchern genannt. Als die Familie 1748 in der männlichen Linie ausstarb, heiratete die Erbtochter Anna Margaretha einen Franz Arnold Wiesbrock, der sich von nun an Meier zu Geissel nannte. Unter seiner Regie erhielt das Gut bis zur Mitte des 18. Jahrhunderts sein heutiges Aussehen.
Die dreiseitig von Wald umschlossene Fachwerkanlage mit geschlämmten Backsteinausfachungen besteht aus dem Wohn- und Wirtschaftsgebäude, dem Pferdestall und den Scheunen. Das Wohn- und Wirtschaftsgebäude ist mit 1748 bezeichnet. Bei dem Längsdielenhaus handelt es sich um ein niederdeutsches Vierständer-Hallenhaus, das mit einem zweifach vorkragenden Giebel und einer Feierabendglocke aus dem Jahr 1660 ausgestattet ist. Die kleinere Scheune unter einem Krüppelwalmdach, mit einem vorkragenden Giebel, ist ein älteres Hofhaus. Sie diente auf dem Vorgängerhof als Wohn- und Stallhaus und ist mit 1713 bezeichnet. Die größere Scheune wurde in der ersten Hälfte des 18. Jahrhunderts errichtet, der Pferdestall ist mit 1750 bezeichnet.
Das Gut Geissel war ein sog. Vollspann (= volles Erbe) und erreichte mit dem weiten Gebiet seines Eigenlandes sowie seinen Leibzuchten und Erbpächtern nahezu gutsherrlichen Charakter. Der südlich gelegene Hof Igelhorst diente als Vorwerk. Das Gut gehörte zu den Rietberger Sattelmeiern und galt lange als größter und bedeutendster Hof in der Grafschaft Rietberg. Von der Mitte des 17. Jahrhunderts bis in das späte 18. Jahrhundert waren die Meier zu Geissel als Bauernrichter im Gebiet Bokel und Rietberg tätig. Teils hatten sie Aufsichtsbefugnisse bis auf die Rietberger Schlosswälle.
In napoleonischer Zeit fungierte das Gut als „Maximilian-Commune-Mairie“ im Königreich Westphalen. Johann Maximilian Geissel (1775–1857) amtierte als französischer Maire bzw. Bürgermeister und baute das Anwesen in eine repräsentative Anlage um. An der Westseite des Wohnteils wurden nach Maßgabe mehrflügliger Herrensitze traufseitig zwei doppelgeschossige Ausfluchten angegliedert. Der entstandene Vorhof wurde als Ehrenhof gestaltet und ein barocker Garten angelegt. Eine repräsentative Treppe und eine dreiseitige Galerie wurden eingebaut. In Anlehnung an barocke Schlossbauten gab ein heller Schlemmputz, wie er an den Gebäuden der ehemaligen Grafschaft Rietberg zu finden ist, der Anlage ein herrschaftliches Gepräge. Die umgebenden Teiche wurden verbunden und zu einer das Gut rechteckig umschließenden Gräfte erweitert. Vorgelagert ist ein weiterer Teich mit einer kleinen Insel.
Im Jahr 1841 erbaute Franz Arnold Geissel (1807–1898) eine Sandsteinbrücke samt Einfriedung in Form einer eisernen Zaunanlage mit großen Toren und Sandsteinpfeilern an den Zufahrten des Hofes.
Die Flächen rund um den Hof am Rande der Emsniederung waren früher teilweise sumpfig und nur bedingt ackerfähig. Nach der Flurbereinigung in den frühen 1980er Jahren und den mit ihr einhergehenden Entwässerungsmaßnahmen, konnten die Weiden in Ackerland umgewandelt werden.
Heute bewohnt und bewirtschaftet die Familie Geissel das Gut in vermutlich elfter Generation und öffnet es für Kulturveranstaltungen wie das Literatur- und Musikfestival „Wege durch das Land“. Die Gesamtanlage ist nahezu unverändert erhalten. In den vergangenen dreißig Jahren wurden umfangreiche Renovierungen vorgenommen. Das Engagement der Besitzerfamilie wurde 2014 mit dem „Landbaukultur-Preis Westfalen-Lippe“ gewürdigt.
Das Haus ist das Stammhaus des Juristen Maximilian Geissel (1842–1931), der Justizrat und Ehrenbürger in Warburg war und nach seiner Pensionierung wieder auf dem Familiensitz wohnte. Nach ihm ist der Geissel’sche Garten in der Paderborner Stadtmitte benannt.
Seine Tochter Maria Anna Rosa Geissel, die den väterlichen Hof oft besuchte, wurde später unter dem Namen Jenny Kork als Malerin bekannt.

## Namensgebung
Das Gut Geissel liegt in der östlichen Randlandschaft der Beckumer Berge an der Schwelle zur flachen Emsniederung, aus der es sich inselartig erhebt. Aus dieser topographischen Situation erklärt sich zugleich der Hofname: Gestelle (=Geistsel), geest, geist, nämlich bedeuten „erhöht gelegenes Land“, und noch heute tragen einige Flurstücke die Bezeichnung Geist.

## Schwanewert-Legende
Zu Beginn des 18. Jahrhunderts suchte der berüchtigte Schwanewert, ein Gastwirtssohn aus dem Delbrücker Land, als Soldatenwerber des preußischen Soldatenkönigs Friedrich Wilhelm I. in der Grafschaft Rietberg nach sog. „Langen Kerls“ für dessen Garderegiment in Potsdam. Auf Gut Geissel soll er versucht haben, den langen Schäfer zu verschleppen. Die Entführung blieb aber nicht unbemerkt. Mit Hunden wurde dem Wagen des Schwanewert nachgesetzt und der Schäfer befreit. Schwanewert bekam als Lektion eine Tracht Prügel. Zum Gedenken an diesen Tag wurde dem Landespatron Johannes Nepomuk ein Denkmal gesetzt, dessen steinerner Sockel sich heute im Garten des Gutes befindet.
Der Legende nach soll Schwanewert nach seinem gewaltsamen Tod keine Ruhe gefunden haben und als schwarzer Hund mit einem Knüppel am Halsband und zinntellergroßen Augen („Knüppelrühe“) noch jahrzehntelang sein Unwesen getrieben haben.